# Älgåsa göl
Älgåsa göl är en sjö i Jönköpings kommun i Småland och ingår i Nissans huvudavrinningsområde. Nordöst om sjön ligger höjden och gården Stora Älgås.

## Galleri

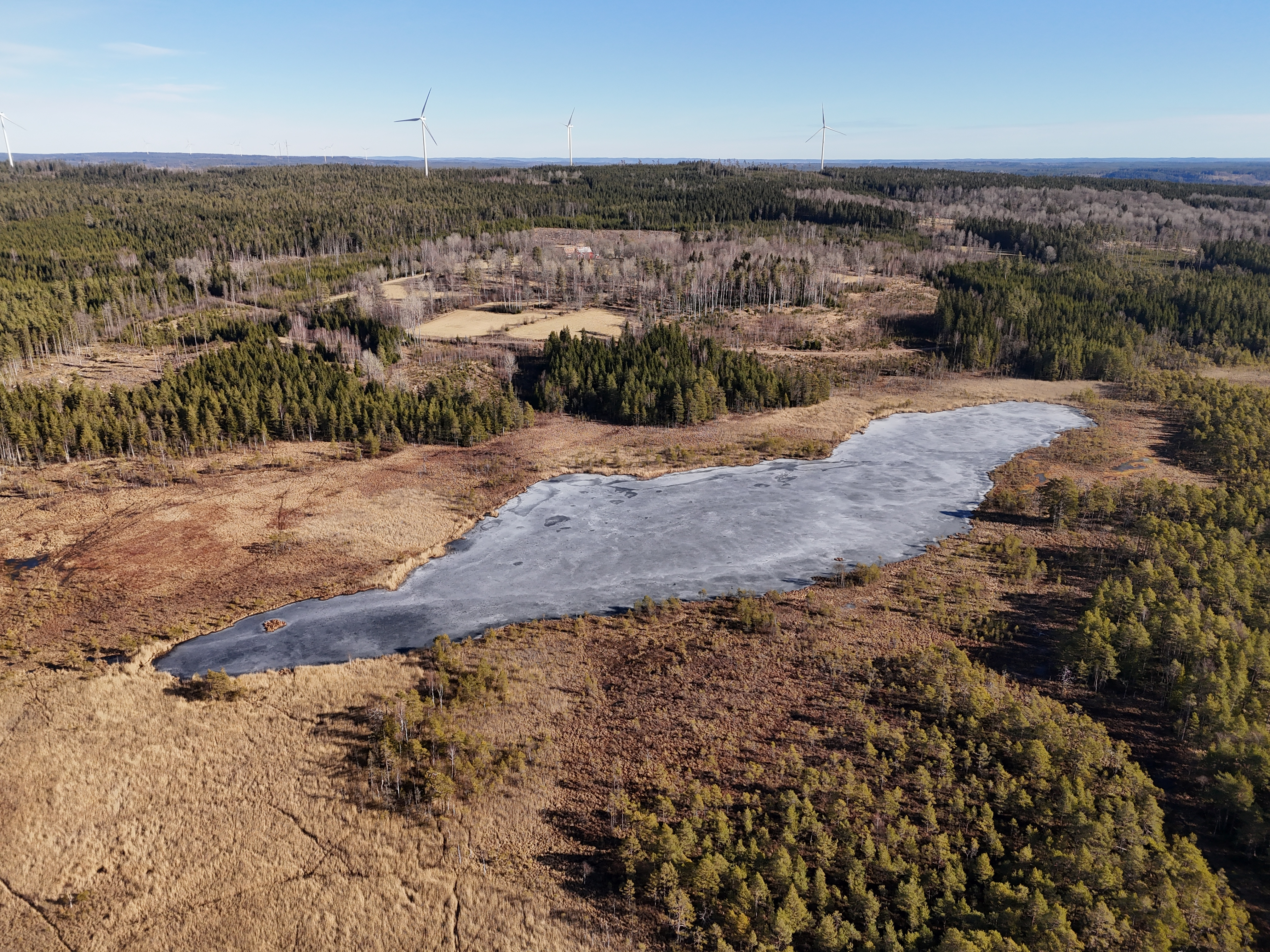
Sjön är omgiven av Gölamossen.